# 阿佐海岸鐵道

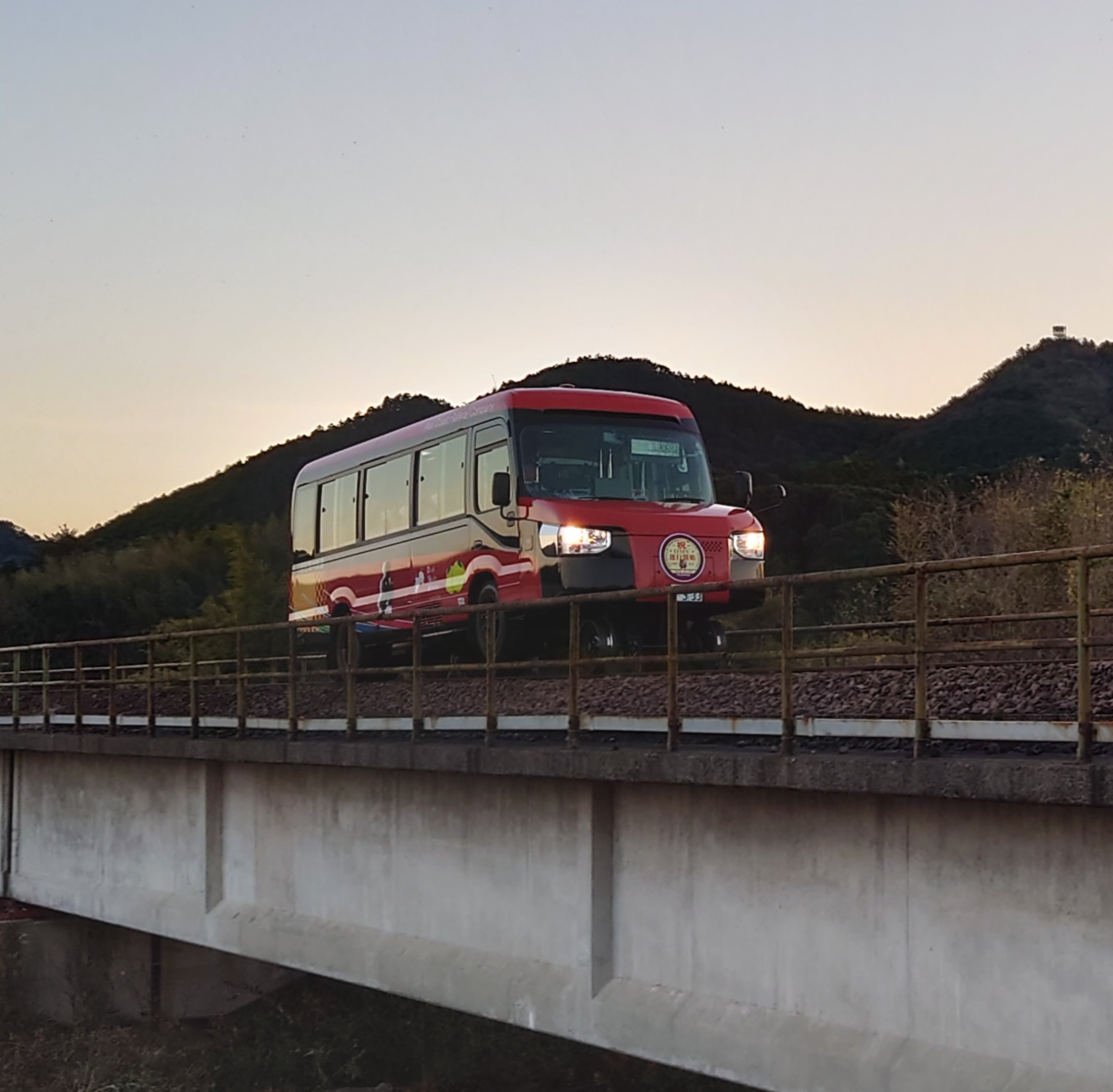
營運中的阿佐海岸鐵道DMV93型（編號DMV933，別名「阿佐海岸維新號」）鐵道／道路兩用車於海部川橋的鐵路軌道上行駛（2021年12月25日）。

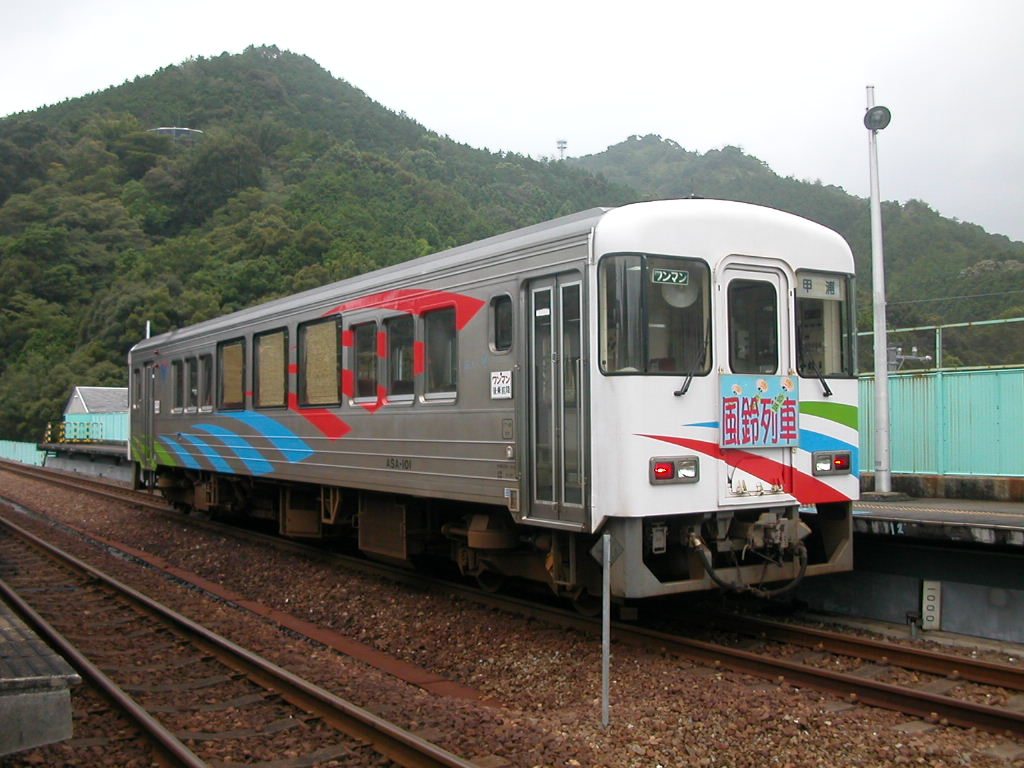
採用阿佐海岸鐵道標準塗裝、已退出營運的ASA-101「潮風」號。

阿佐海岸鐵道股份有限公司（日语：／ Asa Kaigan Tetsudō */?），簡稱阿佐海岸鐵道，日本四國地區的第三部門鐵路運輸業者。總部設於德島縣海部郡海陽町，為阿佐東線的管理及營運單位。

## 背景
在日本國鐵時代，今日阿佐東線的路段本來是牟岐線的延伸段，1973年時牟岐至海部段通車，翌年開始著手延長至野根。直至1980年，路軌已舖至宍喰，但同年12月，日本國會通過「日本國有鐵道營業再建促進特別措置法」（亦稱為「國鐵再建法」），原因是日本國鐵的財政出現惡化，如果不進行重整工作，便有可能破產。法案通過後，那些預計客量不足的路線（衡量運量需求不足的指標為每天每公里平均載客量不足4,000人）有兩種處理方式，一是廢線，一是交由民間單位接辦，至於仍在興建中的路線則須停工。
由於牟岐線剛好是被列為需求不足的其中一條路線，因此其興建工程遭到凍結，一直至1988年時才由德島縣、高知縣及沿線的地方政府出資，成立阿佐海岸鐵道以完成餘下的工程。直至1992年，海部至甲浦一段終於完工並通車（本來預定的野根站卻放棄），並更改路線名稱為「阿佐東線」。
然而，由開線到現在，阿佐東線整體的業績仍然非常惡劣，每一年的財政狀況都錄得大幅赤字。2008年，阿佐東線為全日本第三部門鐵道路線中輸送密度最低的一條，每公里的運輸密度只有124人； 到了2010年度，輸送密度再跌至只有89人，由於每年的赤字已經超出了各地方政府所能承受的限度，早於2003年時相關單位就已經提出要廢線的討論。
為改善營運環境及促進室戶岬一帶的旅遊，2017年宣佈將斥資10億日圓，並不遲於2020年，引入3架DMV「雙模式車輛」，行駛甲浦至高知縣的室戶市，並替代現時兩部氣動列車。為此，阿佐海岸鐵道向JR北海道借用了已被棄用的1輛雙模式車輛，反覆進行試驗。2019年1月，連接甲浦站架空鐵路路軌及地面道路的斜坡道工程正式展開，而首架自家DMV雙模式車輛亦已於同年3月於宍喰站正式亮相，全數3輛新製的DMV車輛亦已於同年10月全數交付。最初預計2020年度內，由甲浦至JR牟岐線的阿波海南站一段約10公里的路段將改以雙模式車輛行駛，而原來屬牟岐線的阿波海南和海部兩站亦會轉交由阿佐海岸鐵路營運，最終於2021年12月25日以新模式正式營運。

## 歷史
- 1988年9月9日： 設立。
- 1992年3月26日： 阿佐東線海部至甲浦間開業。
- 2006年3月1日：與JR四國共同為所有車站設立車站編號。
- 2008年6月30日：一輛晚間回廠的列車（編號201）於宍喰因撞牆而出軌，該列車事後須報廢。[10]
- 2017年2月3日：宣佈將不遲於2020年，引入3架DMV「雙模式車輛」，行駛甲浦至高知縣的室戶市[4]，並替代現時兩部氣動列車。將來雙模式車輛投入服務後，服務路段亦會由現時海部站延長至阿波海南站[5]。
- 2020年：

- 8月11日：JR四國向國土交通省四國運輸局提出將阿波海南站～海部站的一段牟岐線讓渡予阿佐東線。
- 9月3日：國土交通省四國運輸局同意有關安排，並建議把讓渡日期由原本2021年8月31日大幅提前至2020年10月31日。
- 9月29日：JR四國正式向國土交通省提出阿波海南站～海部站廢線提請。
- 11月1日：牟岐線阿波海南站～海部站正式改編入阿佐東線。同日起此區間不受取車費，直至DMV正式運作為止，而JR四國也確認來往海部的代行巴士會暫時維持至11月30日。
- 11月30日：阿佐東線氣動車廂（ASA-101、ASA-301）最後一天行駛。

- 2021年12月25日：在延遲一年後，3輛DMV正式投入服務[18][19]。

## 經營路線
| 中文站名 | 日文站名 | 起點     | 終點 | 距離（公里） |
| -------- | -------- | -------- | ---- | ------------ |
| 阿佐東線 |          | 阿波海南 | 甲浦 | 10.0         |

## 使用車輛

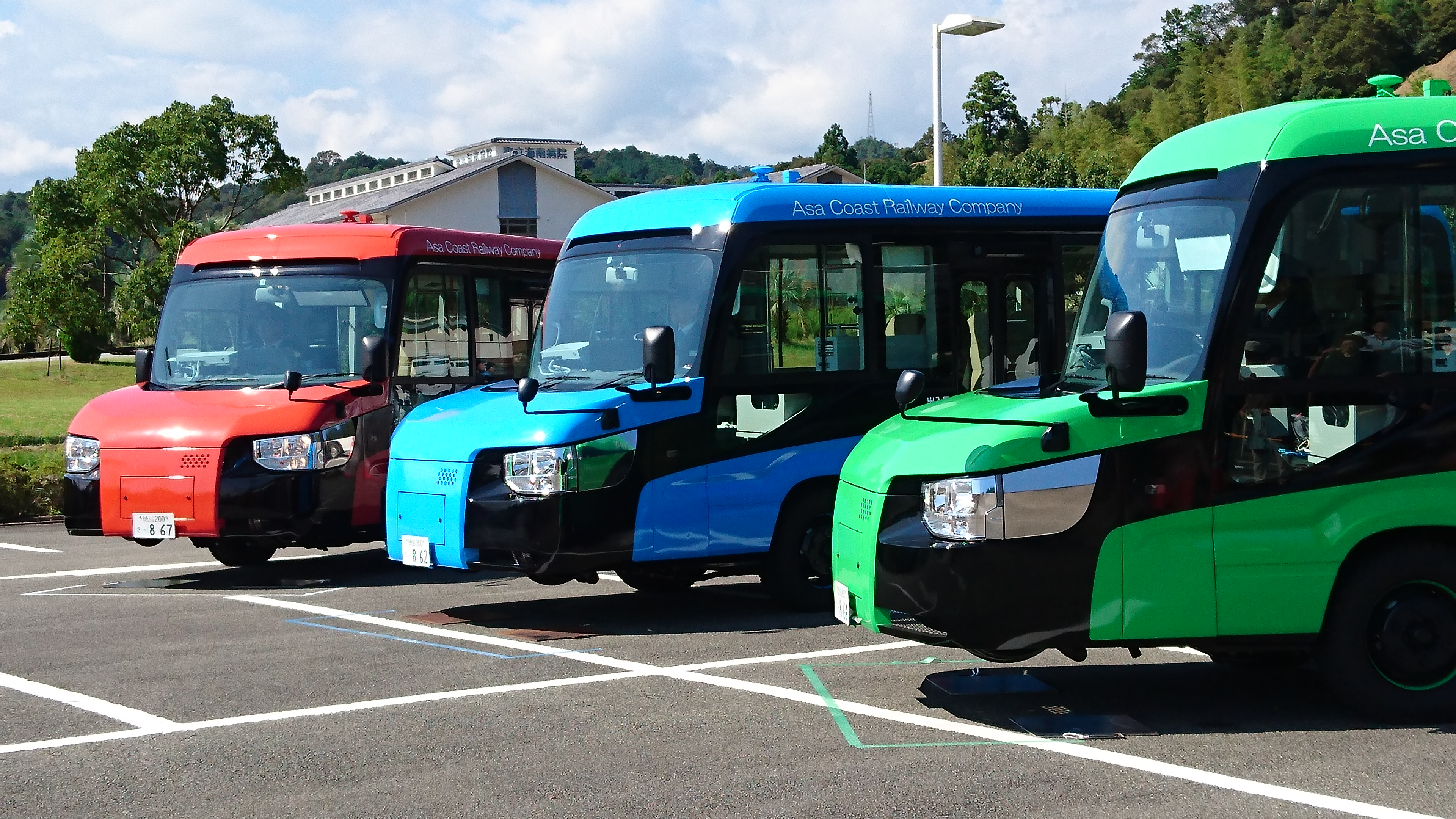
阿波海南文化村並排的DMV（2019年10月5日撮影）

現役車輛
- DMV93型（日语：阿佐海岸鉄道DMV93形気動車）

- 由豐田汽車製造的第四代Coaster改裝而成的雙模式車輛，共三輛：

- DMV931號「乘坐向着未來的波浪」（未来への波乗り）
- DMV932號「酢橘之風」（すだちの風） 
- DMV933號「阿佐海岸維新」

過去使用車輛

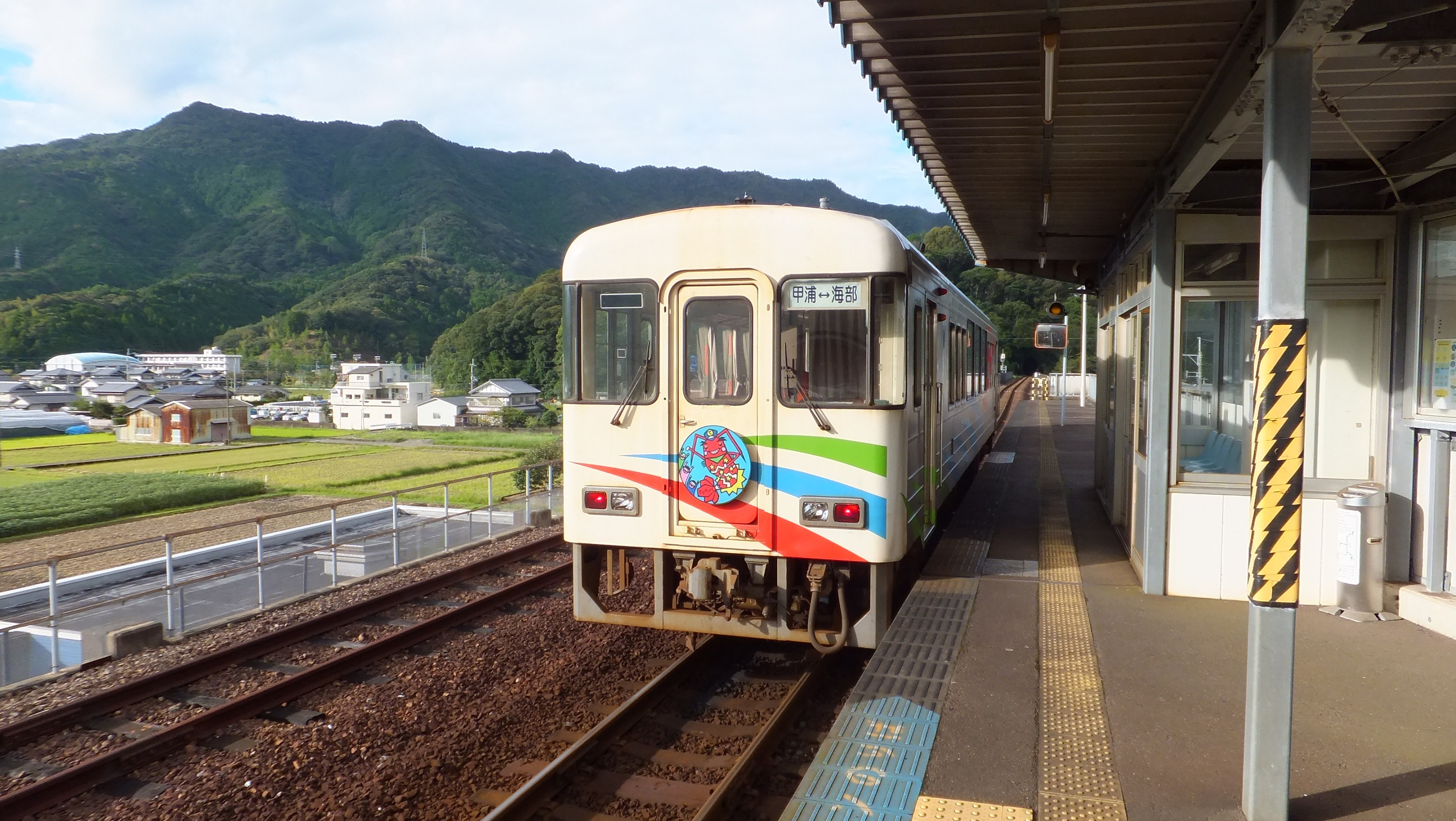
停靠於宍喰站月台上的ASA101列車。（2015年9月）

- ASA-100型「潮風號」（しおかぜ），車身編號101。
- ASA-200型「阿佐潮號」（あさしお），車身編號201：2008年6月30日因意外而報廢，在ASA-300型未加入前，曾臨時向JR四國借調1輛編號2110號的Kiha40系柴油客車（日语：国鉄キハ40系気動車 (2代)）作為行駛調度。
- ASA-300型「高千穗號」（たかちほ），車身編號301 ：2009年時與阿佐海岸鐵道締結有合作關係的另一間第三部門鐵路公司高千穗鐵道結束營業，把其中一輛列車無償轉讓，以代替因事故而報廢的ASA-200型。

## 外部連結
- 阿佐海岸鐵道官方網站 （页面存档备份，存于）（日語）